# Valle dell’Angelo
Valle dell’Angelo ist ein Ort in der Provinz Salerno im Cilento (Kampanien) in Italien.

## Geographie
Valle dell’Angelo liegt auf etwa 620 m Höhe. Der Ort hat heute 346 Einwohner, im Jahr 1936 waren es noch 823 Einwohner.
Die Nachbargemeinden sind Laurino, Piaggine, Rofrano und Sanza. Piaggine ist etwa einen Kilometer und Laurino etwa sechs Kilometer von Valle dell’Angelo entfernt.
Ein weiterer Ortsteil (Frazione) ist Pruno. Der Ort gehört zum Nationalpark Cilento und Vallo di Diano und ist Teil der Comunità Montana del Calore Salernitano.